# DTMF
Тональный набор, тональный сигнал (англ. Dual-Tone Multi-Frequency, DTMF) — двухтональный многочастотный аналоговый сигнал, используемый для набора телефонного номера. Сфера применения тональных сигналов: автоматическая телефонная сигнализация между устройствами. В частности, такие тональные сигналы используются для управления соединением между аналоговым оборудованием FXO и FXS (телефонные аппараты и АТС, соответственно).
Также тональные сигналы применяются при ручном вводе абонентом команд для различных интерактивных систем, например, голосового автоответа (DISA или IVR) и т. п. По используемой полосе частот сигнал соответствует телефонии.

## Формат сигнала
Для кодирования символа в DTMF сигнал необходимо сложить два синусоидальных сигнала. Частоты синусоид берутся по приведённой ниже таблице из столбца и строки, соответствующих передаваемому символу.
В таблице ниже представлены двухтональные сигналы с указанием используемых частот, каждый символ является ссылкой на звуковой файл, воспроизводящий соответствующий сигнал.
| 1       | 2       | 3       | A       | 697 Гц |
| 4       | 5       | 6       | B       | 770 Гц |
| 7       | 8       | 9       | C       | 852 Гц |
| *       | 0       | #       | D       | 941 Гц |
| 1209 Гц | 1336 Гц | 1477 Гц | 1633 Гц |        |

| Тип набора     | Группа нижних частот | Группа нижних частот | Группа верхних частот | Группа верхних частот |
| -------------- | -------------------- | -------------------- | --------------------- | --------------------- |
| Тип набора     | Мин                  | Макс                 | Мин                   | Макс                  |
| Ручной         | 65 мс                | -                    | 80 мс                 | -                     |
| Автоматический | 65 мс                | 100 мс               | 80 мс                 | 6500 мс               |

| Сигнал        | Частоты | Частоты |
| ------------- | ------- | ------- |
| «занято»      | 480 Гц  | 620 Гц  |
| «готовность»  | 350 Гц  | 440 Гц  |
| ringback (US) | 440 Гц  | 480 Гц  |

## Иные применения
Технология DTMF нашла применение в xDSL-модемах, системе умного дома, охранных и тревожных сигнализациях. Также DTMF-метки широко используются в коммерческом радиовещании, на телеканалах, таких как РЕН ТВ, НТВ, Россия-1 и многих других для синхронного начала новостных выпусков и включения региональной рекламы.

## Декодирование
Сигнал DTMF может быть декодирован на цифровой ЭВМ с использованием алгоритма Гёрцеля. Существуют также готовые микросхемы DTMF-декодера: MT8860, MT8870, MT88E43, HT9170, MC145436, SM8223, CSC9270 и другие.

## Внедрение тонального набора номера в России
Несмотря на то, что тональный набор номера существует с 1961 года, в СССР он стал применяться лишь с середины 80-х годов (хотя для межстанционного обмена подобный сигнал стал применяться с появлением координатных АТС). В настоящее время почти все АТС в России уже могут принимать сигналы тонального набора.
С декабря 2011 года в Москве в сети МГТС тональный набор доступен всем абонентам без взимания дополнительной оплаты.